# Дакота Риџ (Колорадо)
Дакота Риџ (енгл. Dakota Ridge) насељено је место без административног статуса у америчкој савезној држави Колорадо.

## Демографија
По попису из 2010. године број становника је 32.005.
| Група             | 2000.    | 2010.          |
| Белци             | 0 (0,0%) | 26.621 (83,2%) |
| Афроамериканци    | 0 (0,0%) | 268 (0,8%)     |
| Азијати           | 0 (0,0%) | 850 (2,7%)     |
| Хиспаноамериканци | 0 (0,0%) | 3.566 (11,1%)  |
| Укупно            | 0        | 32.005         |